# Хайлигенблут (Каринтия)
Хайлигенблут (нем. Heiligenblut (Kärnten)) — коммуна (Gemeinde) в Австрии, в федеральной земле Каринтия.
Название коммуны по-немецки означает «Святая кровь». Входит в состав округа Шпитталь-ан-дер-Драу. Население составляет 1105 человек (на 31 декабря 2005 года). Занимает площадь 193,50 км².
Расположена в Высоких Альпах горного хребта Высокий Тауэрн на высоте 1288 м, у подножия Гросглокнер, самой высокой горы Австрии. Кроме того, является южной отправной точкой живописной высокогорной дороги Гросглокнер.

## Достопримечательности
Готическая церковь св. Винценца (нем. Sankt Vinzenz), являющаяся символом коммуны, была построена в 1460—1491 годах. В ней хранится реликвия — Святая Кровь Христа. Согласно легенде, реликвия была привезена в 914 году из Константинополя датским рыцарем Брициусом. По дороге домой он был засыпан лавиной, а его тело было найдено там, где три колоса проросли сквозь снег (см. герб). В церкви сохранился алтарь 1520 года и склеп с могилой Брициуса.
С давних пор в этом горном районе добывали золото, а в настоящее время главной статьёй дохода коммуны является туризм и альпинизм.
Построенный вблизи коммуны железнодорожный тоннель в районе горы Фляйсальм (нем. Fleißalm), является уникальным в Европе. Летом 1,6-километровый тоннель заполнен водой и не используется, но работает зимой и ведёт к горнолыжному курорту.

## Политическая ситуация
Бургомистр коммуны — Йозеф Шахнер (АНП) по результатам выборов 2003 года.
Совет представителей коммуны (нем. Gemeinderat) состоит из 15 мест.
- АНП занимает 6 мест.
- СДПА занимает 4 места.
- АПС занимает 3 места.
- другие: 2 места.

## Города-побратимы

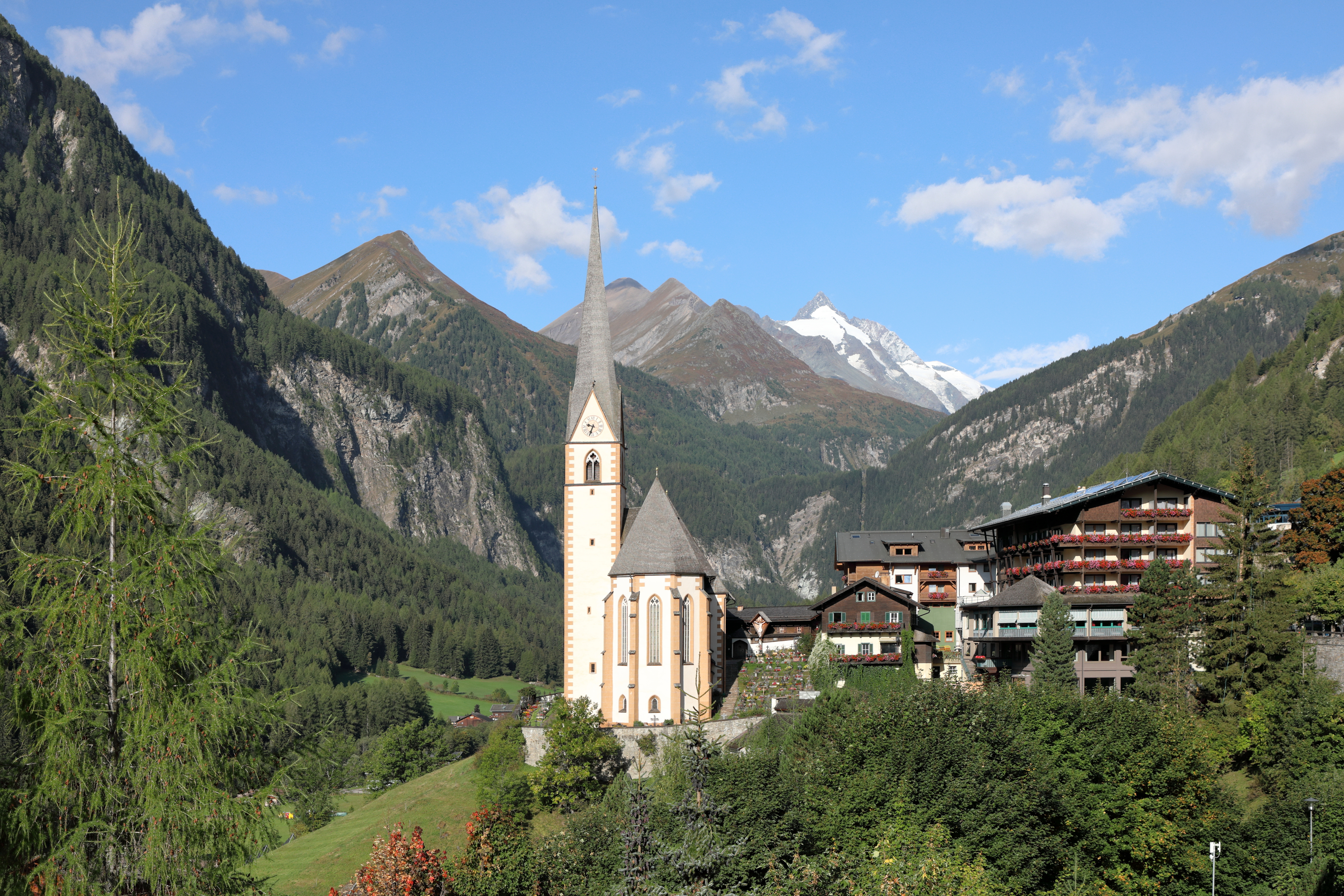
Церковь Св. Винценца на фоне г. Гросглокнер

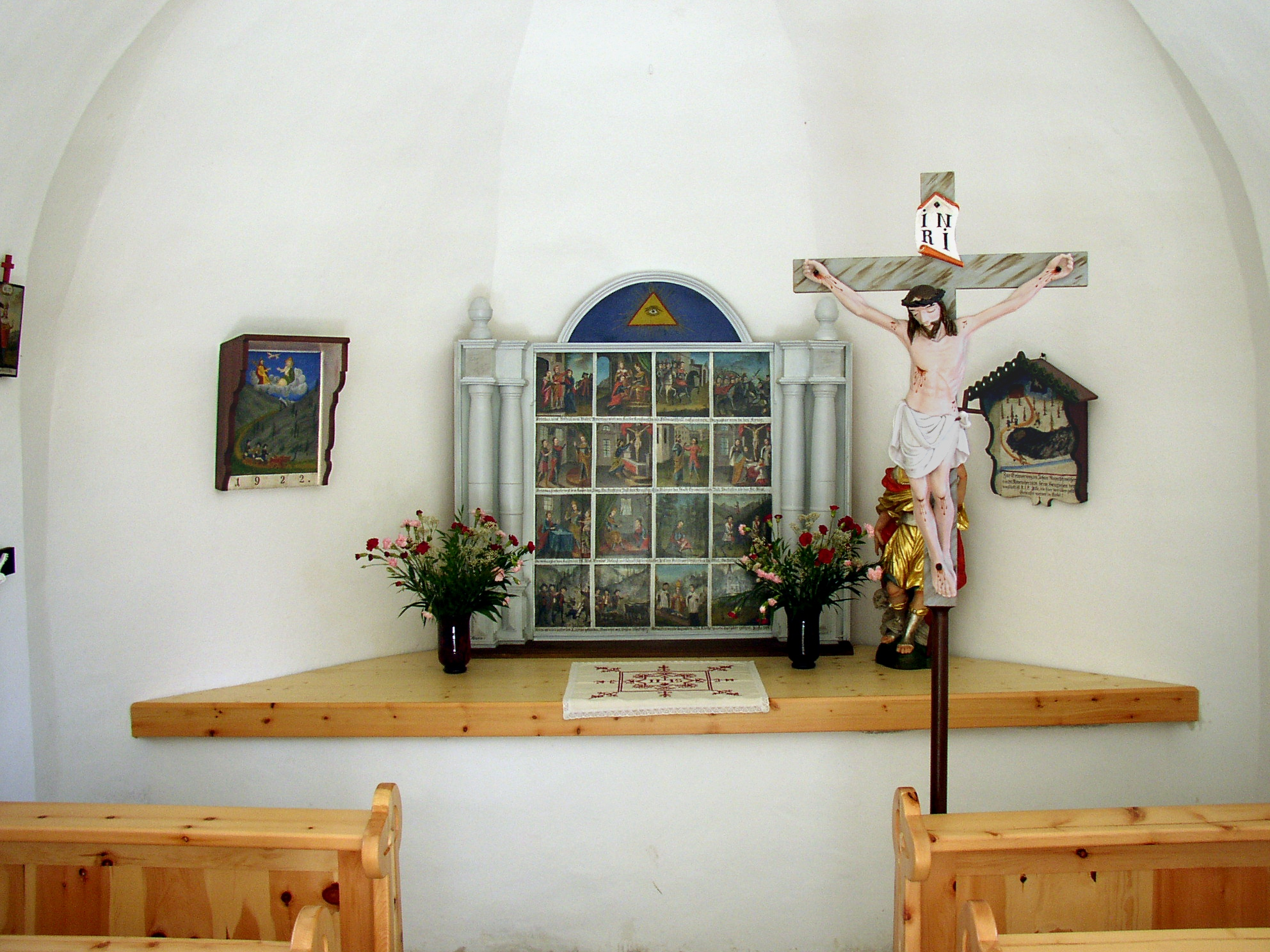
Склеп Брициуса

- Соданкюля (фин. Sodankylä), Финляндия
- Джулиан[англ.] (англ. Julian), США